# Göhren (Rügen)
Göhren is een gemeente in de Duitse deelstaat Mecklenburg-Voor-Pommeren. De gemeente maakt deel uit van het Landkreis Vorpommern-Rügen.
Göhren telt 1.315 inwoners.

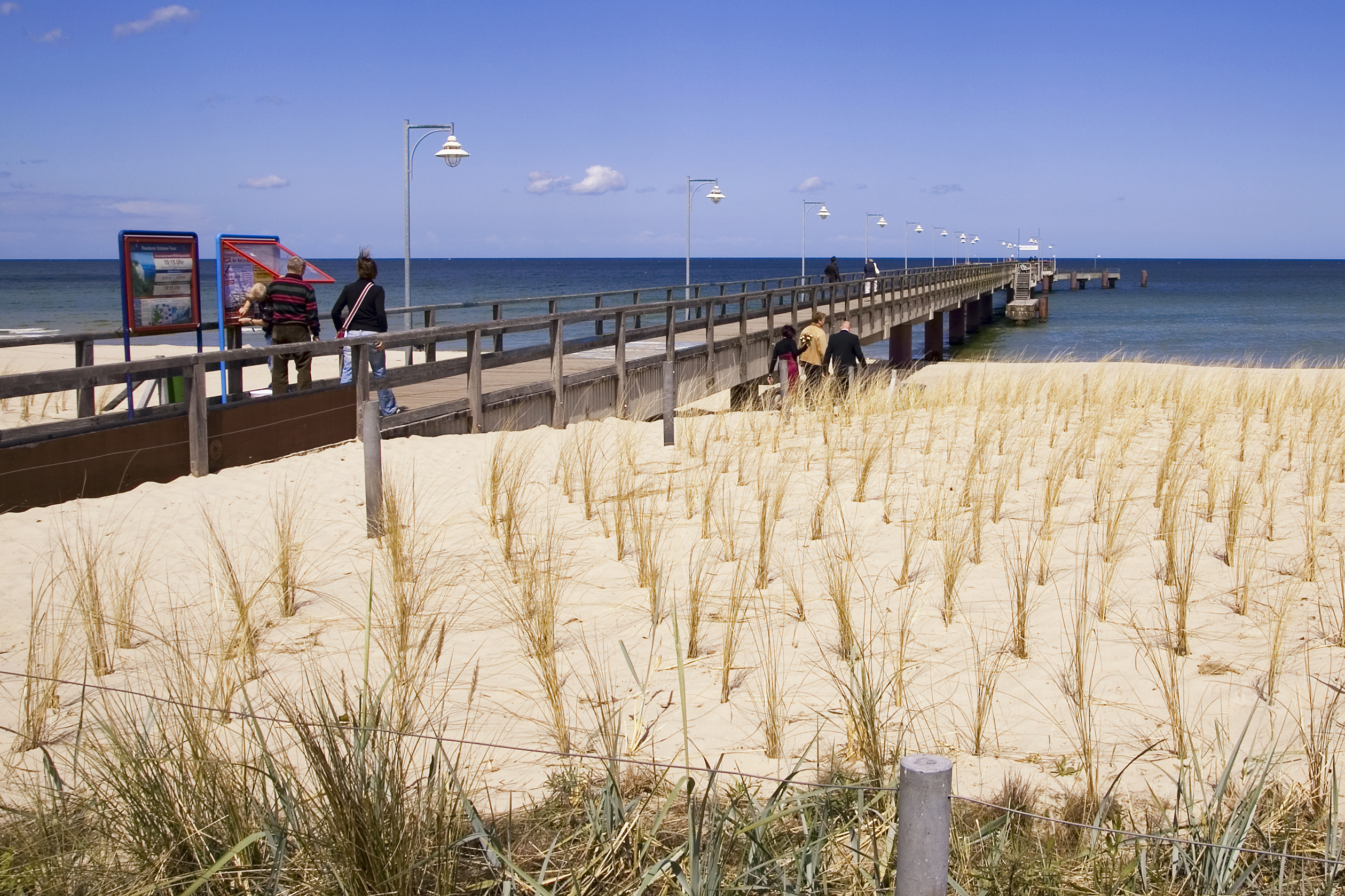
De Seebrücke van Göhren

Göhren vormt het oostelijkste punt van Rügen en is bekend om zijn pier, de Seebrücke. Het is sedert eind 19de eeuw een populaire badplaats en is een erkend kuuroord. Het dorp Göhren is grotendeels op steile krijtrotsen gelegen en kijkt uit over de Oostzee. In het oosten van Göhren bevindt zich een naaldwoud, dat tot aan Kap Nordperd groeit. Deze omgeving is populair onder nordic walkers, door toedoen van de steile wandelparkoersen. Aan de zeedijk bevinden zich bekkens voor Kneippkuren.
Göhren maakt deel uit van de historische regio Mönchgut en bezit twee musea in het dorp zelf. Door zijn ligging heeft het aan weerszijden een strand: het noord- en zuidstrand; het dichtstbijzijnde dorp is Baabe. In Göhren bevindt zich het eindstation van de stoomtrein Rasender Roland, die om de twee uur, door de bossen van de Baaber Heide heen, richting Binz rijdt. Vanaf het einde van de pier kan men tweemaal daags de boot naar Binz of Sassnitz nemen.
Zo’n driehonderd meter vóór het strand van Göhren ligt de Buskam, een uit de zee oprijzende rots, waaraan verschillende plaatselijke legenden verbonden zijn. Wegens de onvoorspelbare turbulenties in het water is het evenwel ten strengste verboden erheen te zwemmen. Op de Buskam verzamelen zich zeevogels.
Göhren is vooral in de maanden juli en augustus een toeristische trekpleiser en bezit meerdere hotels, alsmede tientallen restaurants.
Ahrenshagen-Daskow ·
Ahrenshoop ·
Altefähr ·
Altenkirchen ·
Altenpleen ·
Baabe ·
Bad Sülze ·
Barth ·
Bergen auf Rügen ·
Binz ·
Born auf dem Darß ·
Breege ·
Buschvitz ·
Dettmannsdorf ·
Deyelsdorf ·
Dierhagen ·
Divitz-Spoldershagen ·
Dranske ·
Drechow ·
Dreschvitz ·
Eixen ·
Elmenhorst ·
Franzburg ·
Fuhlendorf ·
Garz/Rügen ·
Gingst ·
Glewitz ·
Glowe ·
Grammendorf ·
Gransebieth ·
Gremersdorf-Buchholz ·
Grimmen ·
Groß Kordshagen ·
Groß Mohrdorf ·
Gustow ·
Göhren ·
Insel Hiddensee ·
Hugoldsdorf ·
Jakobsdorf ·
Karnin ·
Kenz-Küstrow ·
Klausdorf ·
Kluis ·
Kramerhof ·
Kummerow ·
Lancken-Granitz ·
Lietzow ·
Lindholz ·
Lohme ·
Löbnitz ·
Lüdershagen ·
Lüssow ·
Marlow ·
Millienhagen-Oebelitz ·
Mönchgut ·
Neu Bartelshagen ·
Neuenkirchen ·
Niepars ·
Pantelitz ·
Papenhagen ·
Parchtitz ·
Patzig ·
Poseritz ·
Preetz ·
Prerow ·
Prohn ·
Pruchten ·
Putbus ·
Putgarten ·
Ralswiek ·
Rambin ·
Rappin ·
Ribnitz-Damgarten ·
Richtenberg ·
Saal ·
Sagard ·
Samtens ·
Sassnitz ·
Schaprode ·
Schlemmin ·
Sehlen ·
Sellin ·
Semlow ·
Splietsdorf ·
Steinhagen ·
Stralsund ·
Sundhagen ·
Süderholz ·
Trent ·
Tribsees ·
Trinwillershagen ·
Ummanz ·
Velgast ·
Weitenhagen ·
Wendisch Baggendorf ·
Wendorf ·
Wieck auf dem Darß ·
Wiek ·
Wittenhagen ·
Wustrow ·
Zarrendorf ·
Zingst ·
Zirkow